# Dogū

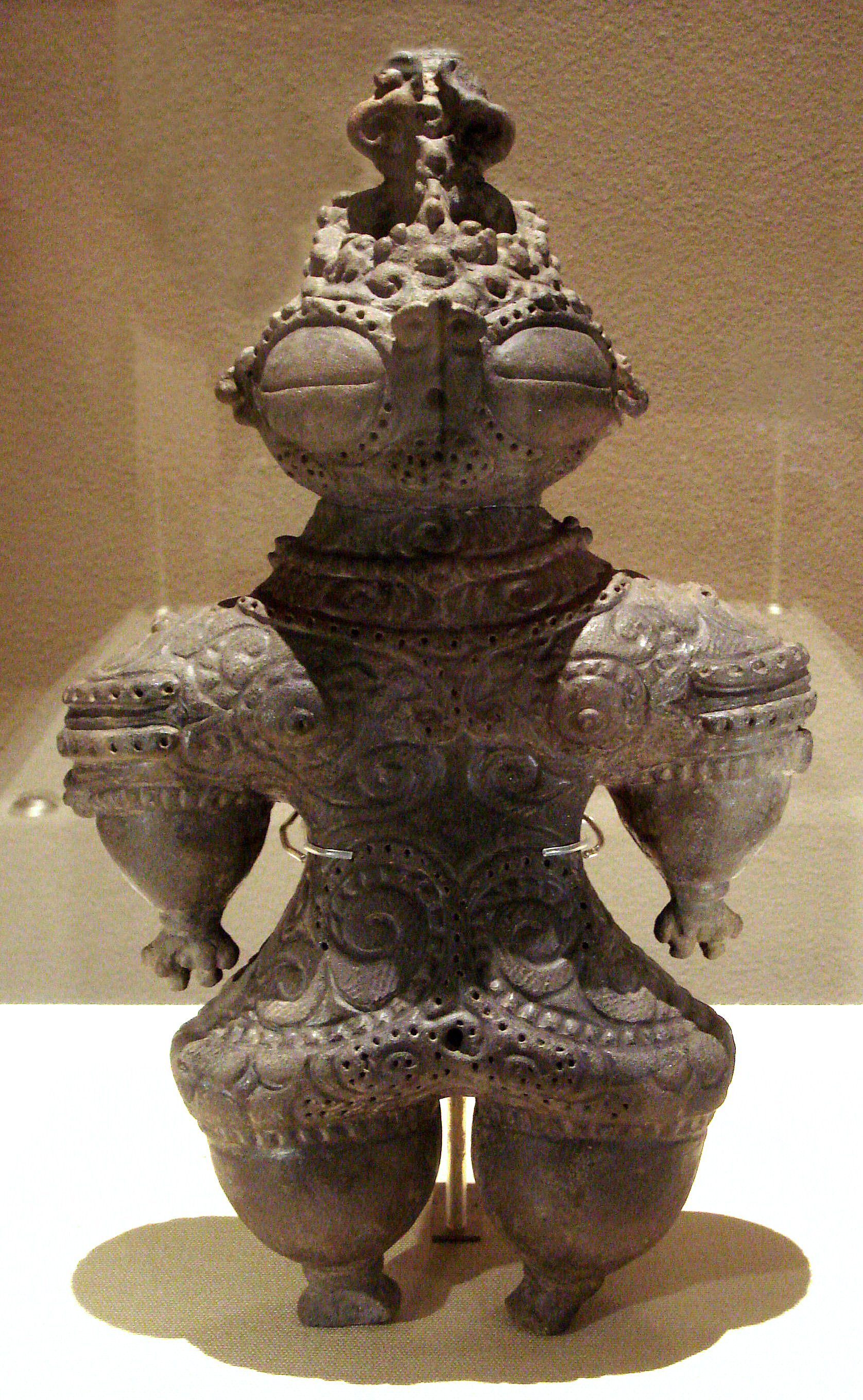
Dogū, sítio de Ebisuda em Tajiri, Miyagi, 1000–400 a.C.

Dogū (土偶, doɡɯ; literalmente "estatueta de barro") são estatuetas de pequenos humanoides e animais feitas no final do período Jōmon (14,000–400 a.C.), durante a pré-história do Japão. Dogū provém do período Jōmon, porém deixaram de ser feitas posteriormente após o período Yayoi. Existem vários estilos de dogū, dependendo da área de exumação e da época. De acordo com o Museu Nacional de História Japonesa, o número total encontrado em todo o Japão é de aproximadamente 15,000. Os Dogū eram feitos em quase todo o Japão, com exceção de Oquinaua. A maioria dos dogū foi encontrada na região leste do Japão e é raro encontrar na região oeste do país. O propósito do dogū permanece desconhecido e não deve ser confundido com as figuras de barro haniwa, os objetos funerários do período Kofun (250 – 538 E.C.). Os artigos de cerâmica do quotidiano são chamados de cerâmica Jōmon.

## Origens
Alguns estudiosos expõem teorias sobre o dogū como efígies de pessoas, que manifestavam envultamentos. Tal como, acreditava-se que as doenças podiam ser transferidas para os dogū, que eram então destruídos, para curar doenças ou quaisquer outros infortúnios.

## Características
Os Dogū eram pequenos e feitos com argila, com cerca de dez a trinta centímetros de altura. A maioria das estatuetas parece ser representada com modelos femininos de olhos grandes, cinturas pequenas e quadris largos. Elas são consideradas por muitos como representantes das deusas. Muitas têm ventres grandes associados à gravidez, tendo como sugestão que na era Jomon elas fossem consideradas deusas-mães. De acordo com o Museu Metropolitano de Arte, essas estatuetas "sugerem uma associação com a fertilidade e os ritos xamânicos". Os dogū tendem a ter rostos grandes, braços e mãos pequenos e corpos compactos. Alguns parecem usar óculos de proteção ou ter rostos "em forma de coração". A maioria possui marcas no rosto, peito e ombros, que expressam tatuagens e uma provável incisão com bambu.

## Tipos dedogū
- Estatueta "em forma de coração (ou com sobrancelhas em forma de lua crescente)"
- Estatueta "em forma de mocho-orelhudo"[10]
- Estatueta "com olhos esbugalhados" (shakōki-dogū)
- Estatueta "de mulher gestante"[11]

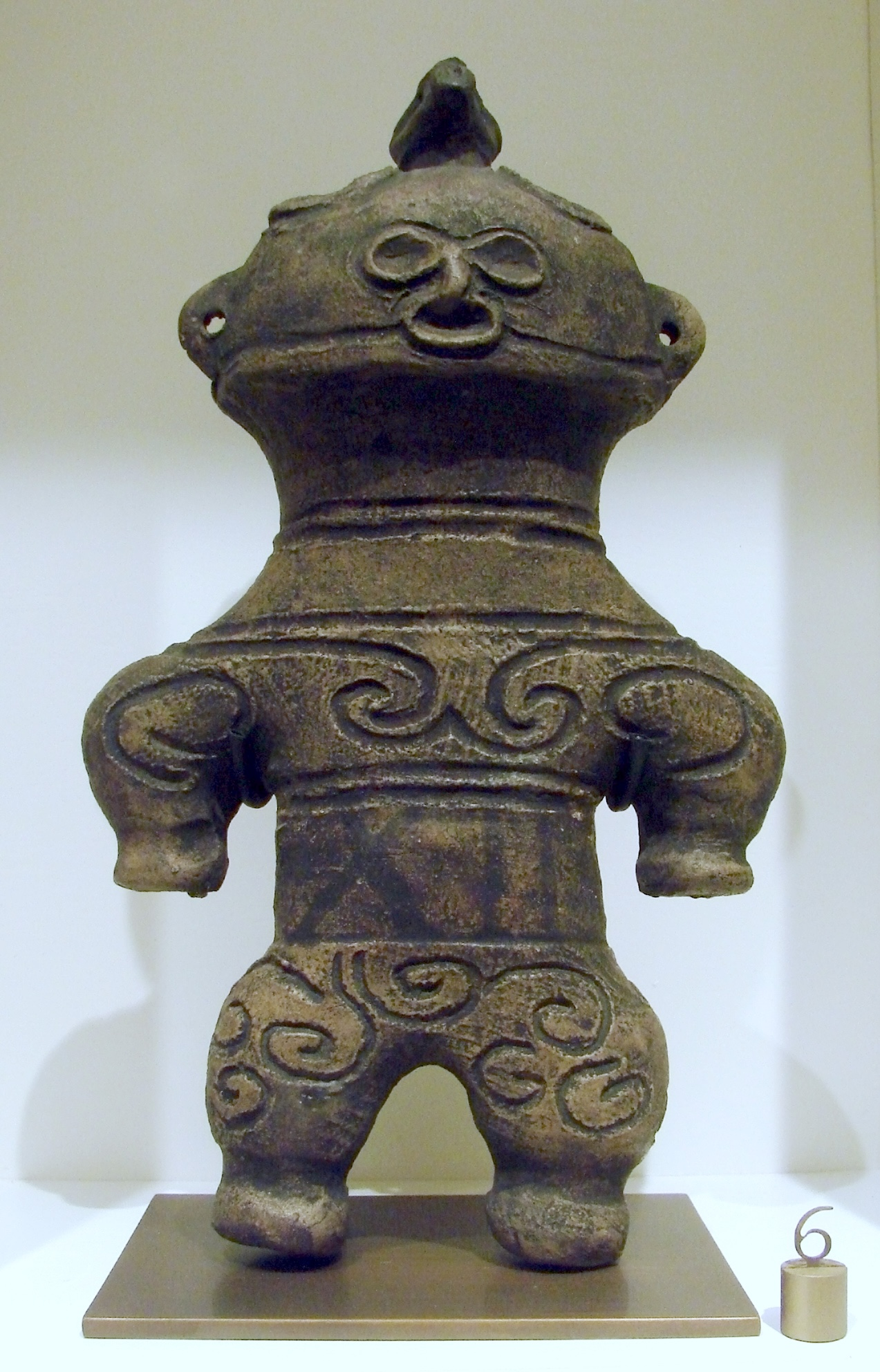
Uma estatueta Dogū, Jomon. Museu Guimet (70608 3).
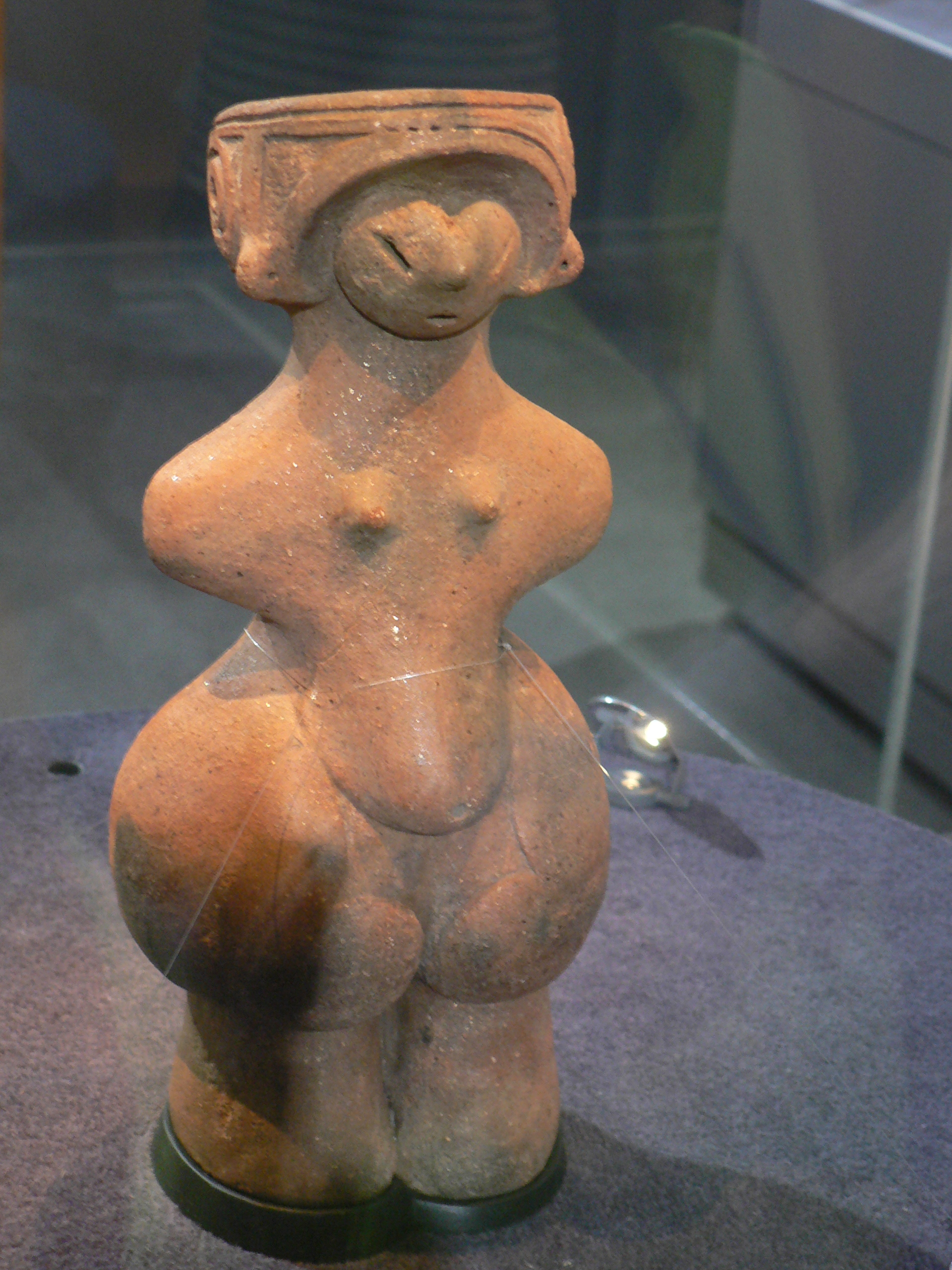
Vénus de Jōmon, um Tesouro Nacional do Japão, Museu Togariishi de Arqueologia Jōmon.

## Shakōki-dogū

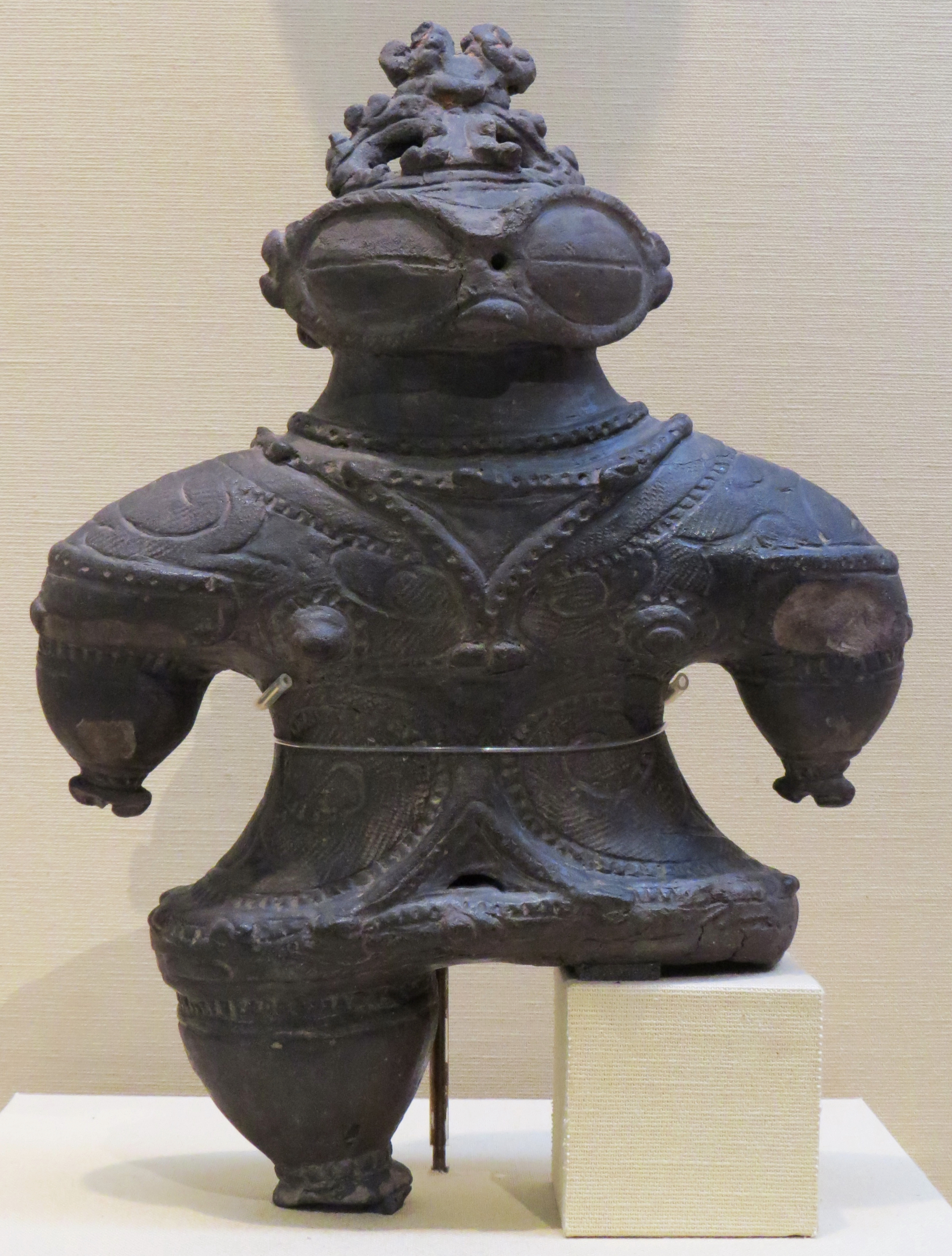
Shakōki-dogū (遮光器土偶) (1000–400 a.C.), Museu Nacional de Tóquio, Japão.

Os Shakōki-dogū (遮光器土偶), ou "dogū de olhos arregalados", foram criados na era Jōmon. O nome shakōki (literalmente "dispositivo opaco") provém da semelhança das estatuetas com os tradicionais óculos de neve. No entanto, o ventre é coberto por padrões, muitos dos quais parecem ter sido pintados com vermelhão. As figuras maiores são ocas.
As figuras inteiras são pouco habituais, e a maioria não tem um braço, perna ou outra parte do corpo. Em muitos casos, as peças estão cortadas.
Esta classe de dogū foi encontrada em Kamegaoka, Tsugaru, Aomori; em Teshiromori, Morioka, Iwate; em Ebisuda, Tajiri, Miyagi; e em Izumisawa Kaizuka, Ishinomaki, Miyagi. Todos os sítios listados foram classificados como Bens Culturais Importantes.

## Pseudoarqueologia
Devido em parte à natureza enigmática das estatuetas, existem inúmeras teorias de natureza não científica sobre a sua aparência ornamentada, com algumas especulações de que a aparência física está ligada aos trajes e equipamentos dos astronautas modernos. Um proponente em particular, Erich von Däniken, escreveu como os dogū (referidos no texto como a "estátua japonesa de Tokomai") "...têm fechos modernos e aberturas oculares no seu capacete", uma atribuição feita como parte do capítulo final da sua publicação de 1968, Eram os Deuses Astronautas?.
Também existem disparidades nas variedades dos dogū, tendo apenas uma parte das figuras com os olhos semelhantes a óculos característicos que são mais citados por teóricos sobre a teoria dos astronautas antigos.